# هولي كيلر
هولي كيلر (بالإنجليزية: Holly Keller)‏ هي كاتِبة وكاتبة للأطفال أمريكية، ولدت في 1942 في نيويورك في الولايات المتحدة.